# Gustavo García Naranjo
Gustavo García Naranjo es un obispo católico caraqueño y actualmente primer obispo de la diócesis de Guarenas, en calidad de emérito desde el 11 de diciembre de 2020, ubicado en el Estado Miranda en Venezuela.

## Biografías[4]
Nació en Caracas el 1 de julio de 1944, sus padres fueron Antonio García y Josefina Naranjo.
Es el segundo de cuatro hermanos sus nombres: Antonio , Maria, Gonzalo y Ángel.

Vivió su infancia en Maiquetia Estado Vargas y a finales de los años 50 La familia Garcia -Naranjo se mudan a la ciudad de La Victoria Estado Aragua, donde pasa toda su adolescencia y termina el bachillerato en el Liceo Jose Felix Ribas y tiene su primer trabajo en Los Grabados Nacionales antes de tomar la decisión de ser sacerdote.

### Estudios
- Sus estudios primarios los realizó en la ciudad de Maiquetía, en los planteles educativos Miguel Zuniaga y Juan Aranga.
- La secundaria la empezó en el Liceo José María Vargas, y los culmina en el José Félix Ribas en La Victoria estado Aragua, obteniendo el Título de Bachiller en Humanidades
- Sintiendo el llamado de Dios, ingresó en el Seminario Interdiocesano San José ubicado en la población de El Hatillo.

### Títulos obtenidos
- Bachiller en Humanidades, Liceo José Félix Ribas, La Victoria Estado Aragua.
- Licenciado en Teología, Seminario Interdiocesano San José y UCAB.
- Licenciado en Teología, con la distinción magna cum laude, Pontificia Universidad Santo Tomás de Aquino en Roma.
- Licenciado en Espiritualidad y Teología, en la Pontificia Universidad Lateranense, y la Academia Alfonsiana.

## Sacerdote
Fue ordenado presbítero por el Papa Pablo VI, en la Ciudad del Vaticano, el día 29 de junio de 1975.

### Cargos
- Rector del Seminario María Madre de la Iglesia,
- Vicario general (encargado de la Diócesis de Maracay, en ausencia del titular por motivos de enfermedad).
- Sacerdote encargado de la Parroquia “Nuestra Señora de Guadalupe”, en la ciudad de La Victoria, Estado Aragua.

## Obispo
El papa Juan Pablo II lo nombra primer Obispo de la Diócesis de Guarenas el 30 de noviembre del año 1996.

### Consagración
Recibe la Ordenación Episcopal el 11 de enero de 1997 por manos de Mons. Mario del Valle Moronta Rodríguez, fueron los obispos Concelebrantes Asistentes: Mons. Pío Bello Ricardo y Mons. José Vicente Henríquez Andueza.

### Toma de posesión canónica
(No hay datos)